# Jadwiga Grotowska-Wróblewska
Jadwiga Grotowska-Wróblewska (ur. 1910, zm. w lutym 1944) – polska koszykarka, hazenistka, narciarka biegowa, zawodniczka AZS Warszawa i reprezentantka Polski.
Dwukrotnie zdobyła mistrzostwo Polski w koszykówce (w latach 1930 i 1931) i raz w hazenie (1930). Zajęła też pierwsze miejsce w mistrzostwach Warszawy w narciarstwie biegowym, które odbyły się w styczniu 1931. Podczas okupacji niemieckiej działała w organizacjach konspiracyjnych. Została aresztowana i zginęła w lutym 1944 w niemieckim obozie koncentracyjnym na Majdanku.